# きたやまくみこ
きたやま くみこは、日本の映像作家、アニメーター。
主に、NHKの音楽番組「みんなのうた」などのアニメーションを制作している。

## 作品一覧

### みんなのうた
- ◆は、5分間1曲枠の楽曲（ロングのうた）。
- 1.ウェイクアップ!パパ!! / HARCOと佐藤徳之丞（2015年6月・7月放送）
- 2.めがね / 井上侑（2016年4月・5月放送）
- 3.スプーンの初恋 〜あゝ、好きだよベイベー〜 / さくらしめじ（2018年10月・11月放送）
- 4.夜明けをくちずさめたら / 上白石萌音（2020年4月・5月放送）
- 5.地球が一枚の板だったら / ReoNa（2023年4月・5月放送）